# 楚文王

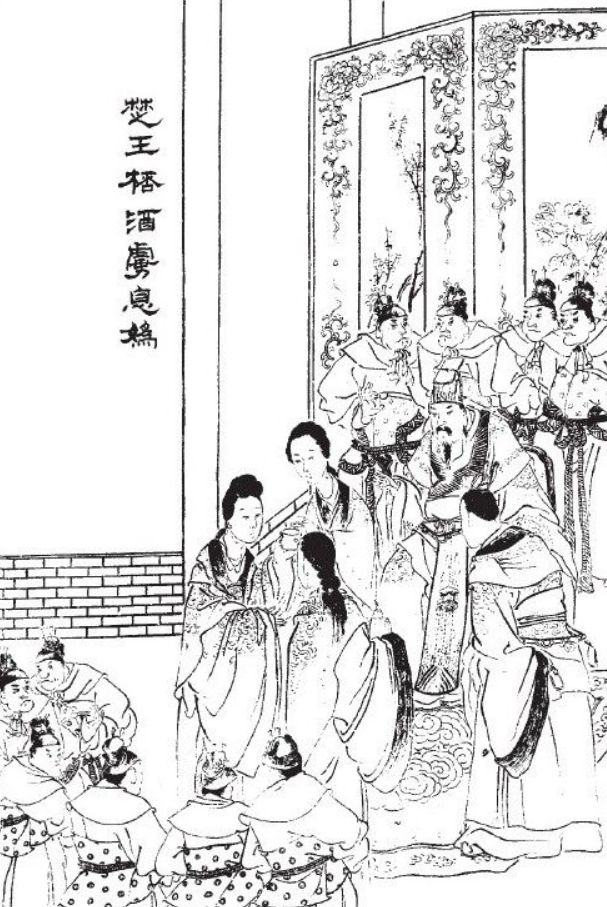
小说《东周列国志》插画：楚王杯酒虏息妫

楚文王（？—前675年），芈姓，熊氏，名貲，楚武王之子。從丹陽遷都於郢（今湖北省江陵市西北），採用“板築法”築城。繼承乃父遺志，尚武強國，滅息、鄧、申、夔諸國，大大擴充了楚國的版圖。楚文王六年（前684年）楚出兵伐蔡国，败蔡于莘，俘蔡哀侯而回，不久又将其释放。蔡哀侯向楚文王稱讚息妫是天下第一美女。於是文王访息国，受到息侯接待，卻乘机灭息，佔有息妫。息妫生熊艰、熊頵二子。
楚地之荆山產玉。楚人卞和得一璞玉，三献于楚王，被楚厲王与楚武王两次处以刖刑。第三次献玉，文王命工匠剖此璞石，取得宝玉，称为“和氏璧”。文王頒定《僕区之法》，规定：“盗所隐器，与盗同罪。”
楚文王十年（前680年）秋七月，楚师入蔡。十二年（前678年）灭邓。楚文王十五年（前675年）出师抵御巴国入侵，大败而还，郢都城门官鬻拳闭门不纳，迫使其转兵伐黄国，大破之。还师及湫時，得病，至六月卒。鬻拳自杀殉葬。子熊艰立，是为堵敖。

## 家庭
- 妻：息妫，原為陳國人，為息侯妃，後息蔡兩國為楚國所滅，轉侍於楚文王。蔡哀侯稱其为天下第一美女。

- 子：熊艱，息妫所生。繼任楚文王之位。後為其弟所殺。
- 子：楚成王熊頵(熊惲)，息妫所生。熊艱即位，恽奔亡隨國，借隨人之助殺艱自立，是為楚成王。
- 女：文羋（鄭文公的妾）
- 女：江羋（江國國君的妾）

| 前任： 父楚武王 | 楚國君主 前690年-前675年 | 繼任： 子楚莊敖 |